# مريم جان
مريم جان هي فنانة تشكيلية ورسامة وفنانة سويسرية، ولدت في 21 يوليو 1949 في بازل في سويسرا.

## وصلات خارجية
- مريم جان على موقع ديسكوغز (الإنجليزية)